# حساء رومفورد
 حساء رومفورد يسمى بالحساء الاقتصادي، والذي يعد من أول الإنجازات في مجال التغذية العلمية، وقد تم إيجاده واختراعه من قبل الكونت رومفورد، وقد سمي نسبة له منذ عام 1800، حيث كانت تقدم في ميونخ وبافاريا حيث كان الكونت يعمل مستشار للدوق، وتم استخدامه كحصة للفقراء، لبيوت العمل البافارية، المخازن عسكرية، السجناء ويرجع الفضل في استخدامه للكونت رومفورد في تأسيس أول مطبخ للحساء.
كإجراء إصلاحي، كانت الحكومة البافارية تعزم على إنشاء مراكز عمل لأولئك الذين هم عاليين الرفاهية، وكان دور رومفورد تحضير أو توفير أرخص حصة ممكنة وغنية بالسعرات الحرارية والمغذية. أصبح هذا الحساء معروف لدى الاشخاص ذوي العقلية (التفكير) الخيرية والتطوعية في جميع أنحاء ألمانيا في ذلك الوقت، حيث قام رومفورد بتأسيس مطابخ لإعداد هذا الحساء في العديد من المدن الألمانية.
كان حساء رومفورد قاعدة مشتركة لحصص الإعاشة العسكرية غير المكلفة في وسط أوروبا في معظم أوقات القرن التاسع عشر والعشرين.

## المكونات
يتكون حساء رومفور من حصص وكميات متساوية من الشعير اللؤلؤي والبازلاء المجففة، الخضروات، البطاطا وملح حسب الحاجة مع بيرة حامضة يغلي ببطء على النار حتى يصبح كثيفًا، وقد جاء استخدام البطاطا في وصفات وإصدارات الحساء اللاحقة وحيث وكان يؤكل مع الخبز عادةً، وقد قيل أن وصفة رومفورد دعت إلى تقديم الخبز غير المطبوخ، قبل تقديم الحساء مباشرة. وأشار رومفورد إلى أن الشعير يعمل على زيادة كثافة الحساء بشكل كبير ويوفر له الثراء، واعتبر حبوب الشعير كأرز بريطانيا العظمى، وكانت بعض الوصفات تتكون من الحبوب وكميات قليلة من اللحم وبعض المكونات الأخرى وقد لوحظ انها ليست لذيذه بشكل خاص، فهو مستساغ مع الطهي البطيء الطويل.

## التغذية
تم اعداد شوربة رومفورد لتوفير درجة عالية من التغذية بأقل تكلفة، وأشارت التقديرات إلى أن الحساء يوفر ثلث الحد الأدنى من الاحتياجات الغذائية (اليومية) للشخص. ويعتبر حساء رومفورد في طبيعته قليل الدسم، مع نسبة عالية من البروتين من البازلاء المجففة، والكربوهيدرات المعقدة من البطاطا والشعير والكربوهيدرات البسيطة من البيرة.
نظرًا لمعرفة اليوم، كان قريبًا من الحل الأمثل لمشكلة صنع طعام مغذي رخيص الثمن، ولكن لسوء الحظ، كانت الحاجة إلى الفيتامينات والعناصر الأخرى غير معروفة، ولكن حساء رومفورد تم استكماله أحيانًا بالذرة أو السمك المملح التي وفرت فيتامين ج وفيتامين د.

## في الثقافة الشعبية
لا يزال يتم تقديم الحساء في العصر المعاصر، مثل احتفالات مهرجان أكتوبر في ميونيخ.